# Das Dampfhaus

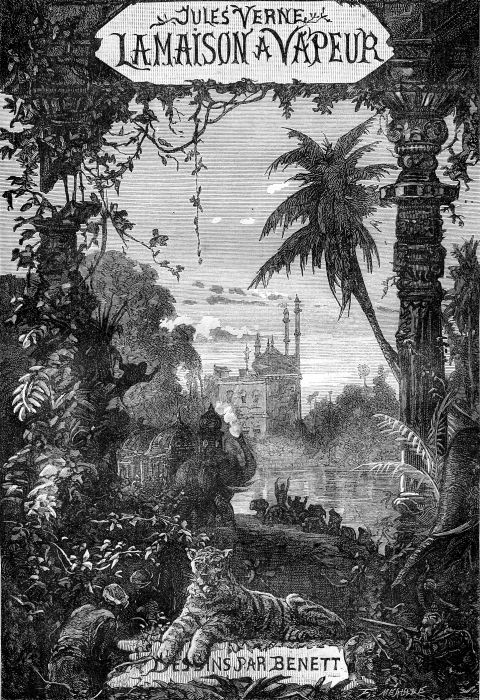
Titelseite der französischen Originalausgabe mit einer Illustration von Léon Benett

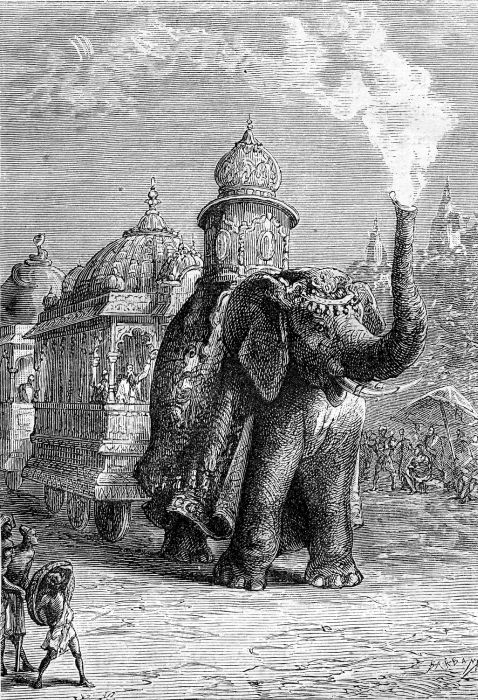
Der Stahlelefant mit seinen beiden Wohnwagenanhängern

Das Dampfhaus (auch Der Stahlelefant oder Im Elefantenlokomobil durch Nordindien) ist ein Roman des französischen Autors Jules Verne. Der Roman wurde erstmals 1880 von dem Verleger Pierre-Jules Hetzel in zwei Bänden unter dem französischen Titel La Maison à Vapeur veröffentlicht. Band I erschien am 5. Juli 1880 und Band II am 11. November 1880. Die erste deutschsprachige Ausgabe erschien 1881 unter dem Titel Das Dampfhaus.
Der Roman besteht – wie zahlreiche ähnliche Romane Jules Vernes – aus dramatischen und aus komischen Teilabschnitten.

## Handlung
Der Roman beginnt damit, dass der englische Ingenieur Banks im Auftrage eines indischen Maharadschas einen stählernen, Gehbewegungen ausführenden Elefant baut, der in der Lage ist, zwei rollende Bungalows zu ziehen. Der Elefant wird von einer Dampfmaschine angetrieben, der Schornstein befindet sich in dem Rüssel. Durch eine geschlossene Bodengruppe ist der Koloss auch schwimmfähig und seine Beine können im Wasser wie Schaufelräder zum Antrieb genutzt werden. Da auch die beiden Anhänger als Amphibienfahrzeug ausgebildet sind, kann das Fahrzeug auch Flüsse überqueren.
Nach dem Tod des Maharadschas weiß Banks nicht, was er mit dem Fahrzeug anfangen soll – also lädt er drei seiner Freunde ein, mit ihm in dem Gefährt durch Indien zu reisen: den Franzosen Maucler, Ich-Erzähler des Romans, den jagdbesessenen Hauptmann Hod und Oberst Munro, der die Reise nur mitmacht, um sich unterwegs an seinem Todfeind Nana Sahib für die Ermordung seiner Ehefrau Laurence während des Sepoy-Aufstandes im Jahre 1857 zu rächen.
Der erste Band schildert die Reise nach Norden, auf der die Reisenden zuerst einige Städte und Gedenkstätten für den Sepoy-Aufstand besuchen. Dabei schildert der Autor auch ausführlich die Ereignisse während des Sepoy-Aufstandes. Anschließend erleben sie im Urwald einige Jagdabenteuer. Unter anderem wird Hauptmann Hod, der sich im Jagdfieber verirrt, durch den Elefanten aus dem brennenden Dschungel gerettet, außerdem lernt der Leser Nana Sahib kennen und erfährt von seinem Plan, die Inder zu einem erneuten Aufstand gegen die englischen Kolonialherren aufzustacheln.
Der zweite Band schildert die Begegnung der Reisenden mit dem Tierfänger Mathias van Guitt, diverse Jagdabenteuer in den Wäldern am Fuße des Himalaya, die Zerstörung der Bungalows durch echte Elefanten und die Konfrontation Oberst Munros mit seinem Todfeind, der ihn vor eine Kanone bindet.

## Stil
Im Gegensatz zu früheren Werken hält sich Verne mit der Beschreibung der Technik, hier in Form des „Stahlelefanten“, zurück. Es wird nie deutlich, ob die Zugmaschine nun durch sich bewegende Beine oder durch verdeckte Räder fortgetrieben wird. Der Stahlelefant selbst spielt allerdings nur eine untergeordnete Rolle, da das eigentliche Thema der Geschichte die Erkundung Indiens in einem „rollenden Haus“ ist.